# Spandau (localidade)
Spandau é uma localidade de Berlim pertencente a bairro homônimo (Bezirk). A parte histórica desta localidade está situada, em sua maior parte, na margem oeste do Rio Havel. Em 2008 a população estimada da localidade foi de 33.433 habitantes.

## Localização
A localidade está situada no meio do bairro de Spandau. Faz fronteira ao sul com Wilhelmstadt, ao oeste com Staaken e Falkenhagener, ao norte com Hakenfelde, bem como Haselhorst, Siemensstadt e Westend (no distrito de Charlottenburg-Wilmersdorf) ao leste.

## Subdivisão
A localidade Spandau é subdividida em 4 partes históricos (Ortslagen):

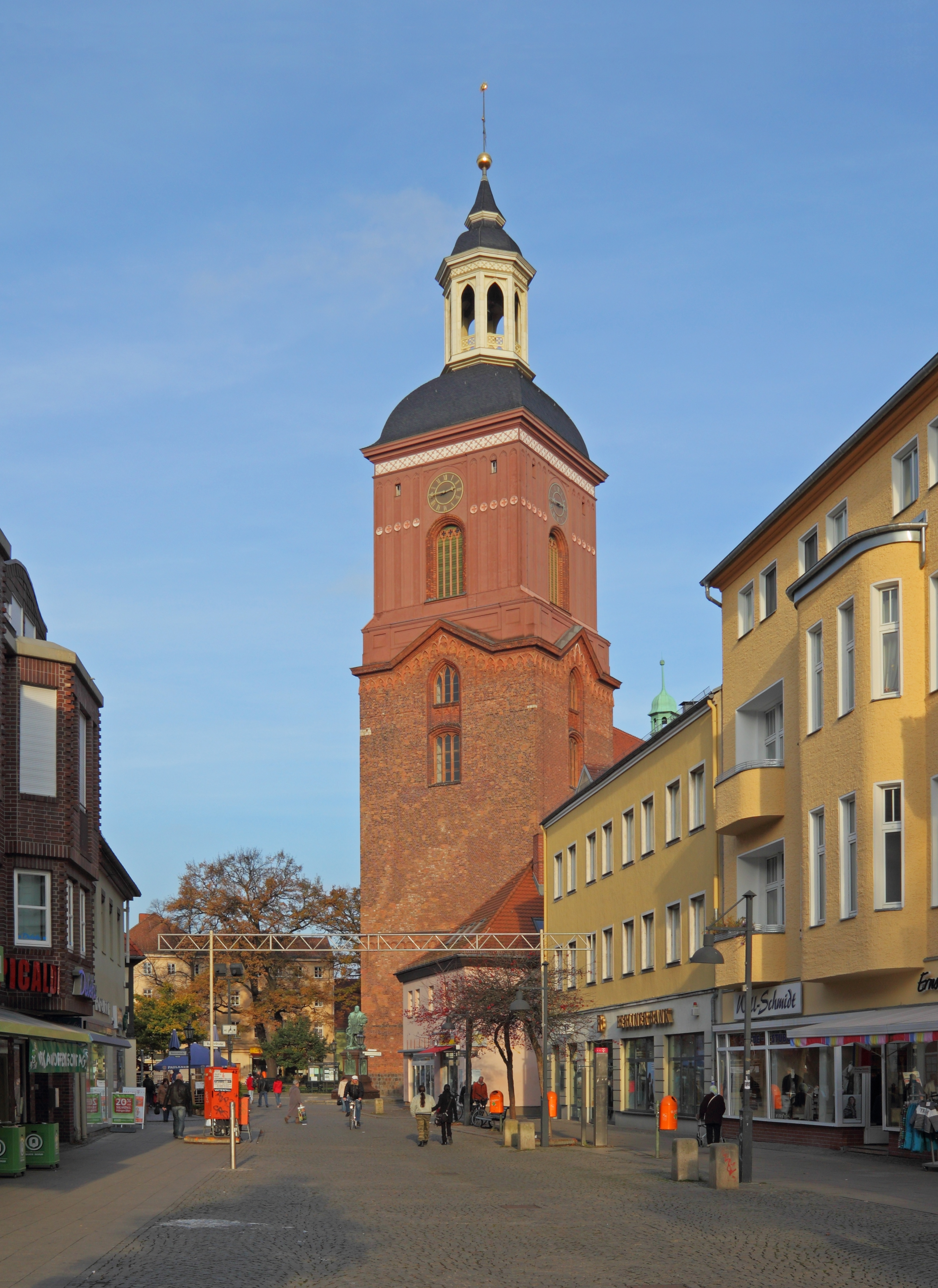
Cidade Velha e Igreja de São Nicolau (St.-Nikolai-Kirche

1.Altstadt Spandau (Cidade Velha)
2.Neustadt Spandau (expansão norte)
3.Stresow (leste do Havel)
4.Kolk-Spandau